# Otiothops namratae
Otiothops namratae là một loài nhện trong họ Palpimanidae. Loài này được phát hiện ở Ấn Độ.